# Aguilar de Campoo
Aguilar de Campoo là một đô thị trong tỉnh Palencia, Castile và León, Tây Ban Nha. Theo điều tra dân số 2013 (INE), đô thị này có dân số là 7.160 người.